# Francisco Antônio Pessoa de Barros (político)
Francisco Antônio Pessoa de Barros (Bahia, 26 de janeiro de 1833 - Rio de Janeiro, 13 de março de 1896) foi um advogado, escritor e político brasileiro. Foi o primeiro presidente do Conselho de Intendência Municipal da Capital Federal, criada com a Proclamação da República, em 1889.

## Biografia
Nasceu na Bahia, em 26 de janeiro de 1832, sendo filho de Antônio de Barros Itaparica. Formou-se em Ciências Sociais e Jurídicas, em 1856, pela Faculdade do Recife. Na década de 60, ocupou a diretoria da Sociedade Auxiliadora da Indústria Nacional e da Fazenda da Província do Rio de Janeiro.
Era um republicano histórico, tendo sido o primeiro presidente do Conselho de Intendência Municipal da Capital Federal após a Proclamação da República, exercendo a função de 17 de novembro de 1889 a 30 de novembro de 1890. Em dezembro de 1889 tomou posse como Intendente de Justiça, exonerando-se em 26 de fevereiro de 1890.
Depois passou a exercer a advocacia no Rio de Janeiro. Faleceu em 13 de março de 1896.

## Produção literária
Escreveu Poesias Americanas (1862) e a peça Bárbara de Alvarenga ou Os Inconfidentes (1877), que deu papéis ficcionais de destaque ao casal de inconfidentes Bárbara Heliodora Guilhermina da Silveira e Inácio José de Alvarenga Peixoto. Mesmo sendo uma obra ficcional, o Jornal Comemorativo do 21 de abril de 1882, do Clube Tiradentes, cita a obra como de cárater histórico.